# 西田知己
西田知己（にしだ ともみ、1962年 -　）は、日本史学者。
上智大学大学院文学研究科史学専攻博士後期課程単位取得退学。上智大学コミュニティ・カレッジなどで講師。近世文化を研究。

## 著書
- 『「算勘」と「工夫」 江戸時代の数学的発想』研成社、1994
- 『「血」の思想 江戸時代の死生観』研成社、1995
- 『本の字から江戸がみえる』研成社、1998
- 『江戸の算術指南 ゆっくりたのしんで考える』研成社、1999
- 『民話・笑話にみる正直者と知恵者』研成社、2000
- 『血筋はそこからはじまった』研成社、2002
- 『『塵劫記』にまなぶ』研成社、2005
- 『江戸を割る 和算とトリック・占いの不思議なつながり』研成社、2008
- 『子どもたちは象をどう量ったのか? 寺子屋の楽しい勉強法』柏書房、2008
- 『親子で楽しむこどもことわざ塾』明治書院、2009　寺子屋シリーズ
- 『親子で楽しむこども和算塾』明治書院、2009　寺子屋シリーズ
- 『めざまし塵劫記 笑いと数の江戸文化』東洋書店、2009
- 『笑ってなっとく絵解き江戸の常識50選』東洋書店、2010
- 『江戸のくずし字学習図鑑』1-2　東洋書店、2011-12
- 『江戸の算数』1-3 汐文社、2011
- 『親子で楽しむこども歴史塾』明治書院、2011　寺子屋シリーズ
- 『日本語と道徳　本心・正直・誠実・智恵はいつ生まれたか』筑摩選書、2017
- 『実は科学的!? 江戸時代の生活百景』東京堂出版、2018年8月。ISBN 978-4-490-20991-4。
- 『血の日本思想史 穢れから生命力の象徴へ』筑摩書房〈ちくま新書〉、2021年3月。ISBN 978-4-480-07384-6。

## 校注
- 「割算書」『江戸初期和算選書』研成社、1991
- 柴村盛之『格致算書』研成社、2005　江戸初期和算選書
- 『和算の事典』山司勝紀共編 佐藤健一監修　朝倉書店、2009
- 磯村吉徳『算法闕疑抄』江戸初期和算選書 第10巻 1　研成社、2010

## 参考
- 江戸のくずし字学習図鑑〈巻の2〉基本漢字編 - 紀伊國屋書店BookWeb